# سید اسماعیل داودی شمسی
سید اسماعیل داودی شمسی متولد بهمن ۱۳۲۴ فعال سیاسی و نماینده دوره‌های سوم و چهارم از اردکان یزد و معاون نخست وزیر و  رئیس سابق  سازمان تربیت بدنی است.

## تولد و تحصیلات
داودی شمسی متولد بهمن ۱۳۲۴ در یکی از روستاهای یزد است و تحصیلات خود را تا مقطع دیپلم در یزد و مدرک لیسانس را از دانشگاه اصفهان اخذ کرد.

## فعالیت‌ها و سمت‌ها بعد از انقلاب
اولین حضور اسماعیل داودی شمسی به عنوان مسوول مالی و پرسنلی سپاه با حکم بهشتی صورت گرفت پس از آن اسماعیل داودی در کابینه‌های مختلف سمت‌های گوناگون سیاسی را بر عهده گرفت. در زمان حضور مهدوی کنی به عنوان وزیر کشور در کابینه رجایی به سمت استانداری اصفهان انتخاب شد. و بعد از آن معاون اداری و مالی وزیر کشور شد. او در آذر ۱۳۶۰ به سمت معاون نخست‌وزیر میرحسین موسوی در امور نهادهای انقلاب اسلامی، و در سال ۱۳۶۲ به سمت معاون نخست‌وزیر و رئیس سازمان تربیت بدنی انتخاب شد. و بعد از آن در دوره‌های سوم و چهارم مجلس شورای اسلامی فعالیت کرد. در دوره ریاست جمهوری سید محمد خاتمی به عنوان قایم مقام محسن مهرعلیزاده (معاون رئیس‌جمهوری و رئیس وقت سازمان تربیت بدنی انتخاب شد.

## نمایندگی مجلس
سیداسماعیل داودی شمسی در دوره‌های سوم و چهارم از حوزه‌های  میبد و اردکان در استان یزد وارد مجلس شورای اسلامی شد. او در هر دو دوره توانست با کسب آراء لازم در دور اول به مجلس راه یابد.
| دوره نمایندگی | رای    | درصد آراء |
| ------------- | ------ | --------- |
| سوم           | ۲۵٬۶۳۰ | ۴۷٫۷۰     |
| چهارم         | ۳۳٬۵۶۳ | ۶۸        |